# Mira Mihelič
Mira Mihelič ismert még Mira Kramer Puc néven is (Split, 1912. július 14. – Ljubljana, 1985. szeptember 4.) szlovén író, műfordító.
Mira Mihelič 1912. július 14-én született Splitben, Mira Kramer néven. Tanulmányait Ljubljanában végezte, ahol rövid ideig jogot hallgatott. Később hivatásos író és műfordító lett, ő az egyik legnevesebb 20. századi szlovén irodalmi figura.
Hosszú ideig tagja volt a szlovén és nemzetközi írók közösségének, elnöke volt a szlovén írószövetségnek, 1973-tól pedig alelnöke a nemzetközi PEN-nek.
1985-ben, 73 éves korában hunyt el Ljubljanában.

## Irodalmi munkássága
Mihelič első novellája az Obraz v zrcalu (1941) és a Tiha voda (1942) leírásai a kényelmes világi életnek és az arisztokratikus atmoszférának, a családi szokásoknak, ahol a kultúrában főleg a jólét, a gazdagság, a tisztelet, és a büszkeség érvényesül. Hamar felfedezte a személyes véleményét, amelyben egymás mellé helyezi az iróniát, a lelkesedést és a taszítást, az osztályhűséget.
A főhősnő karaktere két részre szakad a tradíció a tisztelet és az érzelmek teljes kontrollja mentén. Az egyik oldalon a test, a vágy, a szenvedély és az ambíció, míg a másik oldalon a szerelem, a cselszövés, a politikai hatalom és a vagyon játssza a kulcsszerepet.
Novelláiban különleges szerepet kap az emancipálódott és független modern nő, aki lázad a tradicionálisan nőnek szánt szerep ellen.
Művében az érzelmileg túlfűtött karakter nem más, mint a harc eszköze, ám ez nem jelenti szükségszerűen a nő idealizálását. Jól példázza ezt az 1959-ben megjelent April című regény, amely a második világháború első hónapjaiban játszódik.
A Stolpnica osamelih žensk (1969) és a Vrnite se, sinovi (1972) amelyben továbbfejleszti karaktereinek gesztusait.
Utolsó regényét – amely egy memoár – 1985-ben írta Ure mojih dni címmel. 
1963-ban Sovre díjat nyert William Faulkner Augusztus fénye, Thomas Wolfe Nézz vissza angyal, és Charles Dickens Pickwick klub című regényének fordításáért.
1983-ban életművét Prešeren-díjjal jutalmazták.

## Főbb művei
- April (1959)
- Mavrica nad mestom (1964)
  - Szivárvány a város felett. Regény; fordította: Gállos Orsolya; Európa, Budapest, 1974
- Vrnite se, sinovi (1972)
- Plamen in dim (1973)
- Pridi, moj mili Ariel (1965)
- Tujec v Emoni (1978)
- Cesta dveh cesarjev (1981)
- Svet brez sovraštva (1945) színdarab
- Operacija (1950) színdarab
- Ure mojih dni (1985)